# Српска револуција 1848—1849.
Српска револуција 1848—1849. или Српски народни покрет 1848—1849. је назив за једну од либерално-националних револуција које су избиле широм Европе у пролеће 1848. Ове револуције су познате и под именом „пролеће народа“. Српска револуција се обично историјски посматра заједно са Мађарском револуцијом, са којом је блиско повезана у смислу сукобљавања српске и мађарске националне идеје.
Током револуције у Угарској, Мађари су постигли знатне војне успехе, али су поражени интервенцијом Русије. Срби су водили жестоке борбе против Мађара, уз помоћ добровољаца из Кнежевине Србије. Исход револуције је било оснивање Војводства Србије и Тамишког Баната, посебне аустријске круновине, са центром у Темишвару.
Овакво Војводство је изневерило одређена очекивања српских патриота изражених на Мајској скупштини 1848. У Војводству Србији Срби нису чинили апсолутну већину становништва, док је администрација већим делом била у рукама немачких чиновника и официра. Војводство Србија и Тамишки Банат је укинуто 1860. Трајна последица Српске револуције била је обнова титуле Српског патријарха, а такође и изграђивање свести српског народа северно од Саве и Дунава о борби за националну слободу.

## Прилике у Европи уочи револуције
Аустријско царство је у време кнеза Метерниха било веома конзервативна и полицијски репресивна држава. У претходним вековима, Аустрија је постала окриље за мноштво нација које су се у тој заједници одупирале турској најезди. Почетком 19. века, ова опасност са истока је минула. Са буђењем националне свести јавиле су се тежње за напуштање ове заједнице и оснивање националних држава, највише код Италијана и Немаца. Ове тежње су као препреку имале владајуће претензије Хабзбуршке династије у Немачкој и Средњој Европи. Панславистички покрет је био основа националног буђења словенских народа у Аустријској империји, где је од стране Немаца и Мађара посматран као инструмент руских политичких интереса. Мађарски национални покрет прокламовао је тежње за пуном независношћу од Беча. Актуелна власт је на појаву ових друштвених струјања реаговала репресијом.
Фебруара 1848. револуција у Француској је срушила монархију и повратила републику. То је изазвало реакцију међу либералима и националистима у Немачкој, који су били супротстављени Аустрији. Они су у Франкфурту одржали свенемачки сабор. У Прагу је као реакција одржан Први свесловенски конгрес. Избиле су уличне борбе у више градова Аустрије, тако да је у покушају да се ситуација смири, Метерних смењен.

## Почетак револуције
Вођа мађарске побуне био је темпераментни говорник Лајош Кошут. Мађарски национални захтеви су игнорисали чињеницу да су Мађари били мањина на великом подручју на које су претендовали. Тиме су од почетка постали ривали Србима и Хрватима. Српски народ је у Аустрији имао једну врсту верске аутономије за коју се мислило да није по вољи мађарским револуционарима. Историјска права и језик Хрвата су такође били угрожени мађарским амбицијама. Аустријска влада је у прошлости често користила војнике Србе и Хрвате да обузда мађарске захтеве. Стога је постојало велико подозрење између Мађара и њихових јужнословенских суседа.
Доласком вести о немирима у Француској, у Загребу се појавио хрватски борбени покрет под вођством бана Јосипа Јелачића, одан хабзбуршкој монархији. Срби из Срема, Бачке, Барање и Баната су у почетку имали симпатије за мађарски национални покрет, углавном због терета феудалног наслеђа и верске и националне дискриминације у Царству. Дана 22. марта српски револуционари су збацили општинске власти у Земуну и Панчеву на чијем су челу били Немци, и основали Националну гарду. Српски побуњеници у Земуну, Панчеву и Пешти су отворено показивали симпатије за мађарске револуционаре.
Представник народног одбора у Будиму, Исидор Николић, 6. марта објавио је следећи закључак: 
Србљи признају мађарску народност и дипломатичко достоинство мађарског језика у Унгарији, али захтевају да се њиова народност призна и слободно употребљавање језика њиног у свим њеним делима и саветовањима законом утврди.
Даље, тражили су аутономију цркве и школе, свој народни сабор и аутономно уређење Војне границе. Пожунски ђак, Светозар Милетић, био је један од вођа српског покрета инспирисан словачким и мађарским револуционарима и песницима.
Међутим, мађарски револуционари у Пешти су зазирали од пансловенске агитације. Постојале су тврдње о покушајима завере Хрвата и Срба, који би покушали да извуку користи у ситуацији када је Царство ослабљено. Скуп српских и мађарских представника одржан је 8. и 9. априла у Пожуну. Кошут није прихватио захтеве српских депутата из Новог Сада, који су се поклапали са поменутим будимским. Бојао се да би и друге нације у Угарској могле да траже посебна права. Инсистирао је да у демократској Угарској посебна права неће бити никоме потребна и да у њој постоји само један „политички народ“ - Мађари. Србима овакав став није уливао поверење. Млади, амбициозни и плаховити Ђорђе Стратимировић довикнуо је да Срби своја права могу тражити и од других, што је Кошут окарактерисао као велеиздају, и запретио да ће измећу Срба и Мађара „одлучивати мач“.
Бечке власти су сматрале мађарску побуну много опаснијом, јер су они били снажнији и боље организовани. За Србе се веровало да су политички неискусни и да се на њих може лако утицати. Хрвати су сматрани оданим поборницима монархије.
Карловачки Срби су почетком априла објавили свој програм, у коме је стајало: 
Први и најпоглавитији основ тежења нашег тај је, да против сваког нападања обезбедимо не само цркву нашу православну, у којој једној савест наша налази утехе и спокојства, но да сачувамо заједно и свети онај, от дедова наши као аманет наслеђени ковчег народности наше, име и језик српски, без којега би иста љубљена православна црква лако синове своје преживети могла. Пружајмо дакле руке једнокрвној и једноплеменој браћи нашој Хорватима, с веселим из дубљине срца узкликом: да живи слога, да живи троједна краљевина!
Тражило се стварање Српског војводства у коме би били Срем, Банат, Бачка и Барања. У заједничком земаљском сабору Срба и Хрвата изабрани бан би био председник, а изабрани војвода потпредседник. Министарства би имала половину Срба. Срби би имали и Народни сабор који би решавао школска и црквена питања.
Срби су се отворено побунили против симбола угарске власти у више места (Кикинда, Нови Сад). Милетић је страсно нападао владике због ограђивања од одговорности и побуне. Мађари су покушали да уведу преке судове.
Карловачки митрополит Јосиф Рајачић није у почетку био склон радикалним мерама, могуће и због своје позне животне доби. Као члан угарског горњег дома учествовао је у образовању владе у којој је био и Кошут. Међутим, народно расположење је понело и њега.

## Мајска скупштина
Велика народна скупштина сазвана је у Карловцима 1. маја 1848. Било је ту и неколико гостију из Кнежевине Србије, као прота Матеја Ненадовић и млади Јован Ристић. Народ је на улицама био у јаком српском националном заносу. На скупштини су Срби прогласили патријаршију и Српску Војводину. За патријарха је изабран митрополит Рајачић, а први војвода је постао граничарски пуковник Стеван Шупљикац. Учесници скупштине су прогласили српски народ за „народ политично слободан и независан под домом аустриским и обштом круном угарском“. У исто време проглашен је савез Српске Војводине са Троједном Краљевином Хрватске, Славоније и Далмације. Народни одбор је позвао на сарадњу и влашки народ (Румуне) и Немце.
Српски народни одбор позвао је народ да слуша само његове наредбе и да га војно помаже. У ово време је бечка влада била неутрална и намеравала је да стиша мађарску побуну уступцима (стављање Војне крајине под угарску надлежност, смена бана Јелачића). Мађари су се супротставили српским захтевима, тако да је народни одбор прокламовао своју лојалност цару и навео да делује у име заштите царских интереса од мађарске побуне. На овај начин су Срби пре саме царске власти истакли противљење мађарским захтевима.
Српска делегација је кренула са патријархом у Аустрију да цару лично изложи своју позицију. На том путу су се 24. маја у Загребу састали са баном Јелачићем и хрватским сабором, са којима су разменили срдачна обећања о заједничком наступу и борби за националне интересе јужних Словена.
Неколико хиљада српских бораца са топовима се окупило око Новог Сада и Карловаца као заштита од могућег мађарског напада. Војне чарке су избиле 12. јуна пред Карловцима, да би касније дошло до примирја. Одлука је била да се чека извештај од депутације упућене цару. Стевана Шупљикца је избор за војводу затекао у Италији, где је и остао, тако да је српском војском командовао Ђорђе Стратимировић.
Цар Франц Јозеф је примио српску делегацију 7. јуна и оценио да су закључци Карловачке скупштине донесени под утицајем Срба из Кнежевине Србије и да су стога, по његовом виђењу, нелегални. Овим се цар ставио на страну мађарске позиције и обезвредио српска обећања о заштити царске власти.
Угарски сабор доноси одлуку 11. јула да сломи српску побуну.

## Врхунац сукоба
Први велики сукоб Срба и Мађара одиграо се 14. јула око Сентомаша, где су се Срби утврдили, а Мађари покушали пробој. После тога плануо је грађански рат. Патријарх је ватрено најавио да ће, уколико Срби не нађу разумевања за своје ставове у Аустрији, опозвати своје граничаре, позвати у помоћ словенску браћу и обратити се великим силама Русији и Турској. Критиковао је и бана Јелачића да Хрвати не предузимају ништа против Мађара. Двор је сменио патријарха Рајачића и наименовао владику Платона Атанацковића као администратора карловачке митрополије.
Цар је у августу заоштрио позицију према Мађарима. Тражио је враћање Војне границе под Аустријску надлежност и још неке уступке на које Мађари нису пристали. По сигналу из Беча, бан Јелачић је 11. септембра објавио рат Мађарима. Срби су током августа и 21. септембра поново одбили Мађаре код Сентомаша, и од тада ово место зову Србобран по имену главног одбрамбеног шанца (име се званично употребљава од 1918). Међутим, српска војска није имала правог заповедника. Њоме су руководили Аустријанац Фердинанд Мајерхофер, патријарх Рајачић и Ђорђе Стратимировић, док је војвода Шупљикац из Италије у Карловце приспео тек у септембру. Војвода је био храбар официр, али без личне иницијативе и уплашен од одговорности.
Чете из Кнежевине Србије су биле значајна помоћ српској војсци. Добровољце је предводио војвода Стеван Книћанин. Чак је и Црна Гора намеравала да пошаље 2000 војника, што није било могуће урадити преко турске територије.
Мађарска војска је била у премоћи због своје снаге и боље организованости. Њихову војску су предводили генерали Ерне Киш, Карољ Вечеј, Лазар Месарош и Мор Перцел.
Мађари су у јесен 1848. покушали да смање број фронтова нагодбом са Србима. Сам Кошут је заговарао овакав став. Мађари су Србима нудили равноправност, слободу вере и језика, патријаршију и посебног бана у Славонији равноправног бану Хрватске. Патријарх је пренео ову понуду Аустријанцима и Јелачићу желећи да добије нешто као награду за своју верност. Двор је потврдио Шупљикца као војводу, и тиме стварање Војводине, али се није изјаснио о надлежностима ове нове територије.
Дана 2. децембра 1848. цар Фердинанд I је напустио престо Аустрије, а заменио га је синовац, осамнаестогодишњи Франц Јозеф. Мађари нису прихватили ову промену владара. Царским патентом потврђени су српски патријарх и војвода, али је разјашњење свих питања имплицитно остављано за период после рата. Тада није признат захтев да Војводина буде посебна крунска земља.
Српска војска је имала 21.084 војника и 104 топа. У њој је било доста искусних граничара и добровољаца из Кнежевине Србије. Војвода Шупљикац је 27. децембра изненада умро, тако да је војска остала без главнокомандујућег. Патријарх није хтео да поставља новог војводу, већ је руковођење војском незванично преузео Фердинанд Мајерхофер, а формално Кузман Тодоровић. Уследио је сукоб патријарха и Стратимировића који је довео до опадања морала бораца.
Заговорници интереса Француске, Италије и Пољаци у Кнежевини Србији су сугерисали постизање договора са Мађарима, а против интереса Беча. Влада Кнежевине Србије је почетком фебруара опозвала своје добровољце из Војводине, а они су се у Србију вратили у марту. Руски цар Никола I је био жесток противник мађарских револуционара из идеолошких разлога и због њихове блискости са Пољацима.
Мађарски генерал Перцел је крајем марта и почетком априла 1849. заузео Сомбор, Сентиван, Сириг, Сенту, Врбас, Бечеј, и најзад Србобран 3. априла. Поражен је једино код Вилова. Србобран је био потпуно порушен и спаљен, а становништво побијено или избегло. Страдало је око 5000 војника и цивила. Српска војска, после одласка добровољаца, остала је слаба и деморалисана. Мађари су били у пуном замаху, а многе српске чете су се растуриле. Крајем маја и почетком јуна пао је скоро читав Банат. Срби су се одупирали једино у Шајкашкој. Нови Сад је тешко бомбардован са Петроварадина 12. јуна и скоро сасвим уништен. Многи градови и насеља су јако страдали у овом рату, што је произвело велики број избеглица.
Патријарх се за помоћ обратио руском конзулу у Београду: „Бог и Велика Русија једини су покровитељ наш и могућа спаситељица наша“. Из Петрограда је одговорено да се за помоћ Срби обрате сопственој влади (тј. бечком цару). Мађарски гроф Ђула Андраши је у Београду, у мају месецу, преговарао са Илијом Гарашанином, али овај са њим није хтео да склапа споразум на штету својих сународника. Гарашанин је у том тренутку знао да Русија спрема интервенцију на страни Аустрије.

## Епилог
Услед значајних мађарских војних успеха, аустријска царска влада је позвала руског цара да јој помогне у гушењу побуне. Цар Никола се одазвао овом позиву, делом јер је и сам био противник свих револуција. Мађарски револуционари су били коначно поражени у бици код Вилагоша, 13. августа 1849. Главне вође устанка су побегле у изгнанство, највише у Турску, док су заробљени генерали погубљени у Араду.
Поједини историчари тврде да су после ове револуције Срби и Хрвати награђени оним чиме су Мађари кажњени - националном обесправљеношћу. Одмах након пораза мађарске војске, на територији Војводине је заведена војна управа под командом генерала Фердинанда Мајерхофера, који је ликвидирао све њене самоуправне установе. Срби су из рата изашли завађени и разочарани. Тражио се кривац за неуспех народне борбе и за то је често оптуживан самовољни патријарх.
Цар је патентом од 18. новембра 1849. дефинисао нову крунску земљу - Војводство Србију и Тамишки Банат, које је формирано од територије румског и илочког среза у Срему, као и жупанија бачко-бодрошке, тамишке, торонталске и крашовске. Поред територија са српском већином, Војводству је прикључен и источни Банат, настањен Румунима, док су у деловима Војводства били настањени и Немци и Мађари. Војна граница није ушла у састав нове круновине. Цела област је била етнички мешовита (поред Срба је имала и значајан број Румуна, Немаца и Мађара), са званичним немачким и илирским (српскохрватским) језиком, и Темишваром као главним градом. Цивилна и војна администрација је била већим делом у рукама Немаца. Аустријски цар је на српски захтев узео титулу великог војводе Војводства Србије. Верзија Баховог апсолутизма у Војводини је била позната као Мајерхоферов апсолутизам.
И поред ограничене аутономије, 27. децембра 1860. Војводство Србија и Тамишки Банат је укинуто, а његова територија (са изузетком Срема који је прикључен Славонији) је укључена у састав Угарске.